# Arabba
Arabba (buchensteinisch-ladinisch Rèba) ist eine Fraktion der italienischen Gemeinde (comune) Livinallongo del Col di Lana in der Provinz Belluno, Region Venetien.

## Geographie
Der Fremdenverkehrsort liegt in den Dolomiten auf 1602 m s.l.m. im oberen Buchensteintal, wie das Tal des Cordevole am Oberlauf genannt wird. Arabba grenzt unmittelbar an den steilen Südabfall der Sellagruppe an. Die Nachbargemeinde Corvara ist über den Campolongopass und Canazei über das Pordoijoch (2239 m) zu erreichen. Im Süden begrenzt der zur Marmolatagruppe gehörende Padonkamm das Gemeindegebiet, nach Süd-Osten öffnet sich das Tal in Richtung Pieve di Livinallongo, dem Hauptort und Verwaltungssitz der Gemeinde Livinallongo del Col di Lana, der etwa sechs Kilometer entfernt liegt.
Arabba ist ein wegen seiner Schneesicherheit insbesondere der Talsüdflanke (Padonkamm nördlich der Marmolata) beliebtes Wintersportzentrum, im Sommer ist Arabba Ausgangspunkt von Wanderwegen und Klettertouren im Sella- und Marmolata-Gebiet.

## Geschichte
Eine erste befestigte Siedlung unterhalb des Monte Burz entstand noch zu vorrömischer Zeit, noch bevor die Römer zwischen dem 2. und 1. Jahrhundert v. Chr. das obere Tal des Cordevole erreichten. Wann die von den Römern als Räter bezeichnete Bevölkerung die Siedlung gründete, ist unbekannt. Ab dem Mittelalter gehörte Arabba mit dem Buchensteintal zum Fürstbistum Brixen. Nach der Säkularisation und der napoleonischen Epoche wurde der Ort 1814 Teil des österreichischen Kronlands Tirol. Mit dem Ende des Ersten Weltkrieges fiel es zum Königreich Italien und wurde Venetien angegliedert.

## Wirtschaft
Der Großteil der Bevölkerung lebt vom Tourismus, der mit dem Bau der Großen Dolomitenstraße zu Beginn des 20. Jahrhunderts Einzug in den Ort gehalten hat. Ab der zweiten Hälfte des 20. Jahrhunderts löste der Fremdenverkehr die Landwirtschaft als wichtigste Einkommensquelle ab. Bis dahin stellte die Wirtschaftsemigration ein bedeutendes soziales Phänomen dar.
Arabba ist einer der Einstiegsorte für die Sellaronda, die Umrundung per Ski der Sellagruppe. Nachdem im ursprünglichen Ortsgebiet von Arabba die Möglichkeiten für einen ortsbildverträglichen Bau von Hotels weitgehend erschöpft sind, wurde ab 2001 im Westen, am Anstieg des Pordoi-Jochs, ein großes Neubaugebiet erschlossen.

## Verkehr
Durch Arabba führt die Strada Regionale 48 delle Dolomiti. Von der SR 48 zweigt in Arabba die Strada Provinciale 244 über den Campolongopass in das Abteital ab.

## Sehenswürdigkeiten
- Pfarrkirche Santi Pietro e Paolo aus dem 16. Jahrhundert

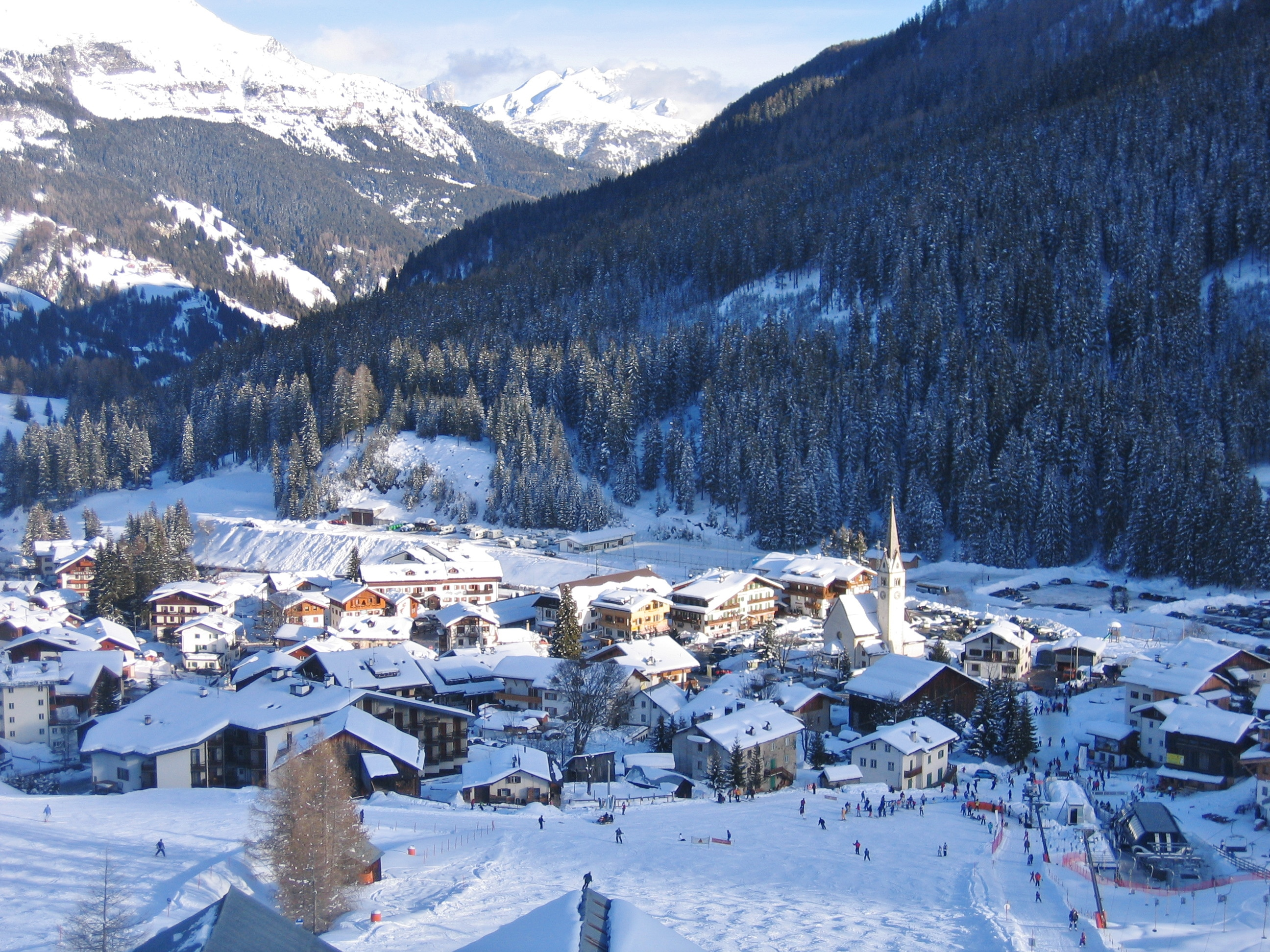
Ortskern und das talabwärts gelegene Buchensteintal
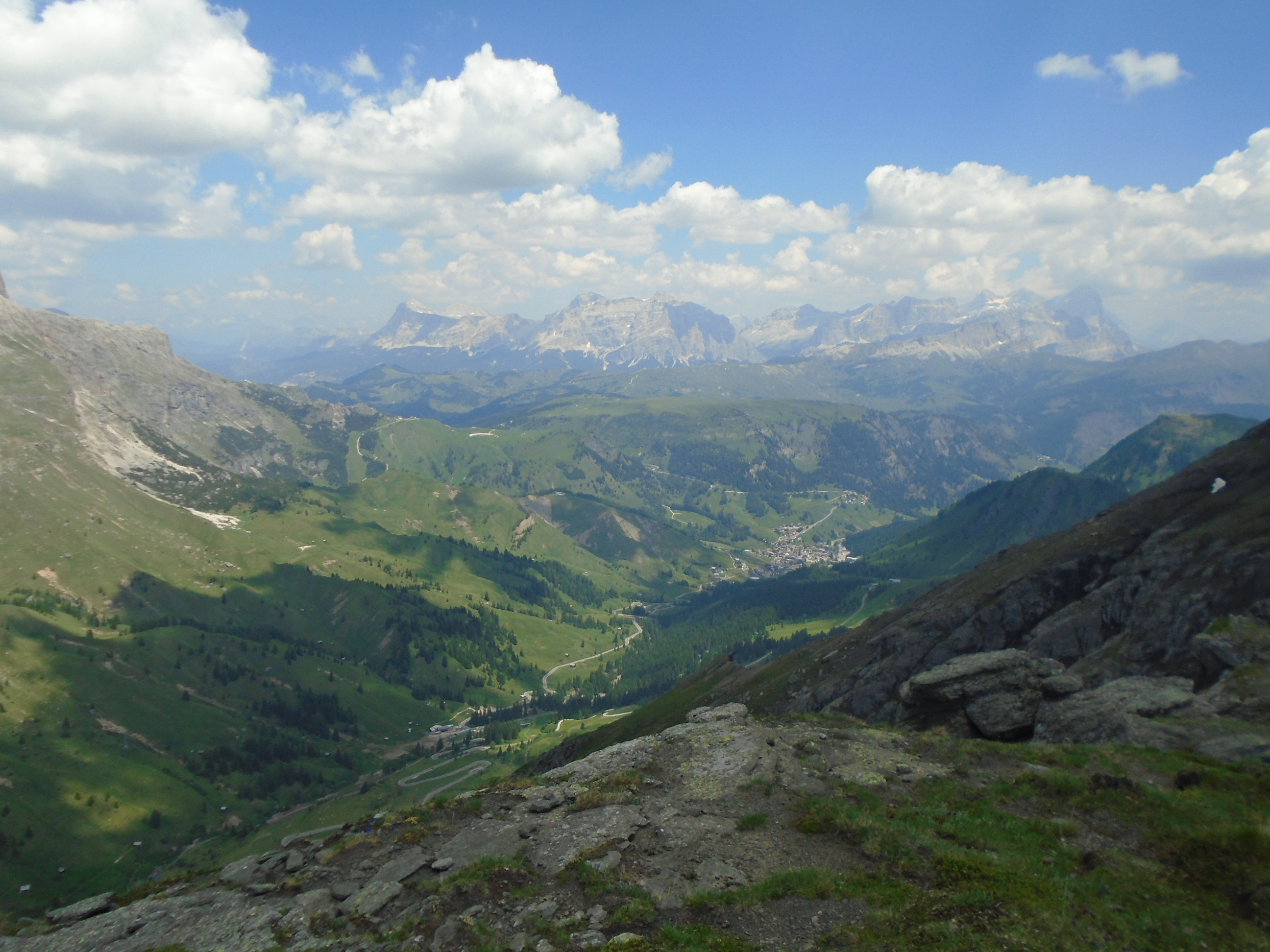
Buchensteintal mit Arabba vom Padonkamm
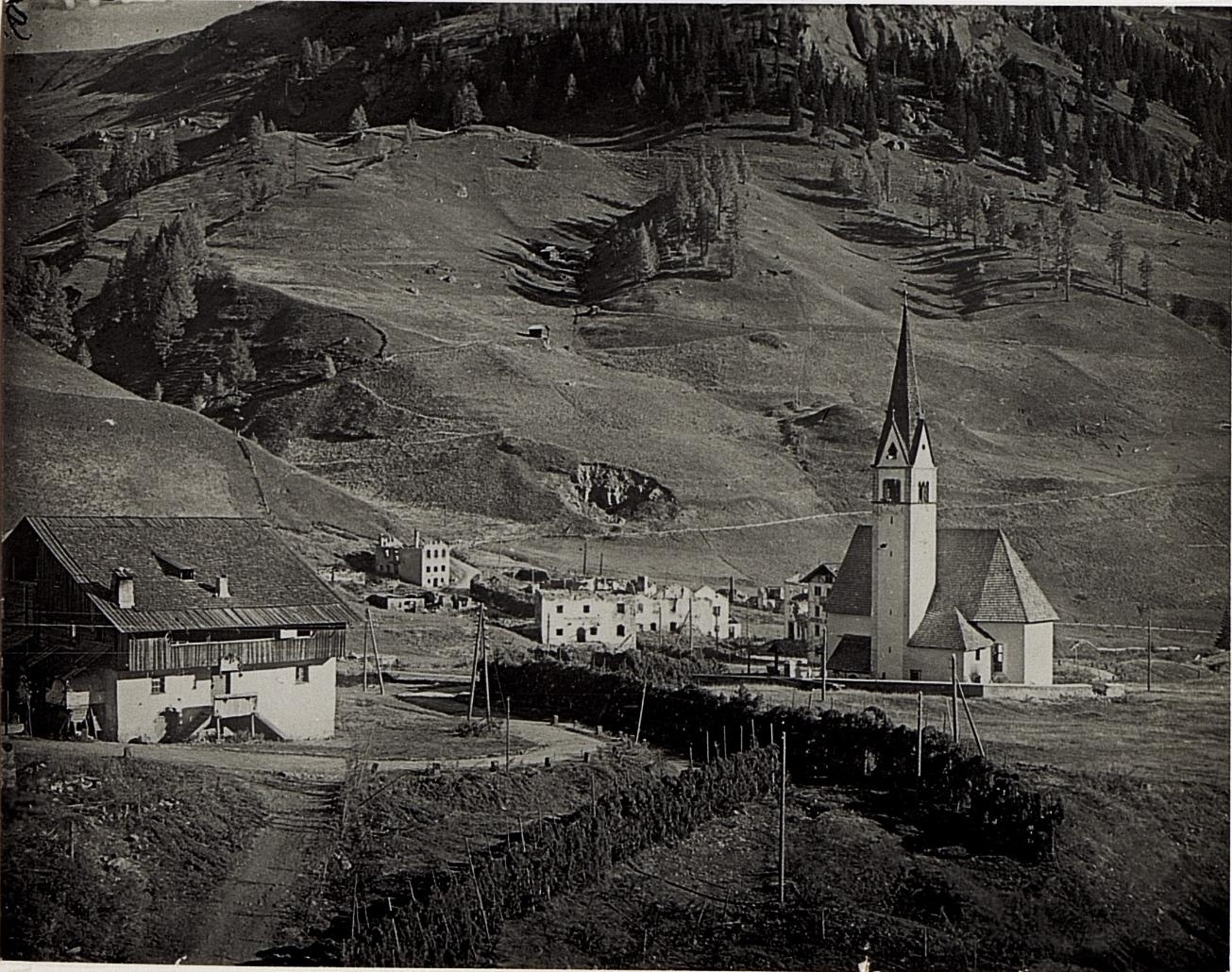
Pfarrkirche Santi Pietro e Paolo im Ersten Weltkrieg
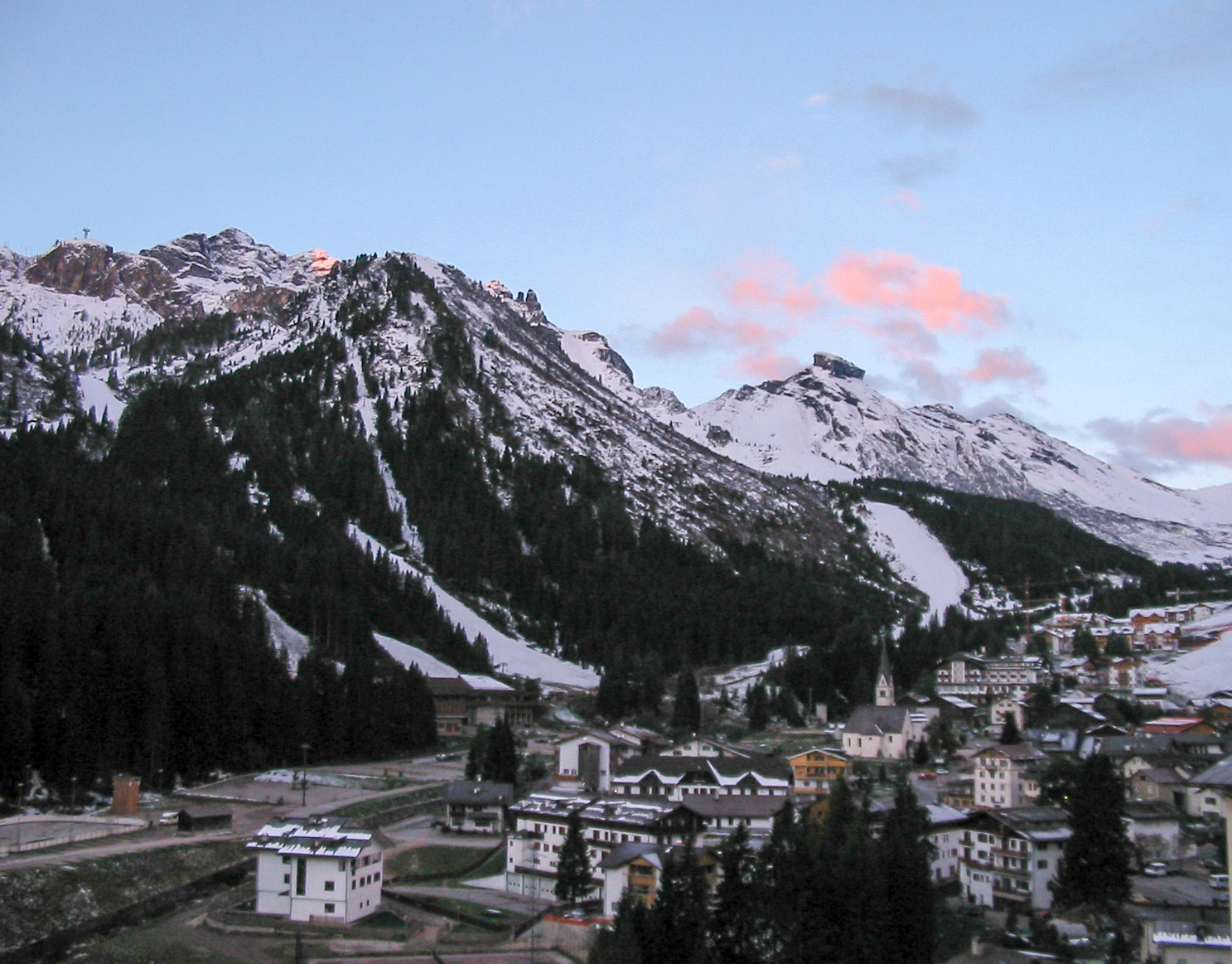
Arabba mit Padonkamm